# Kamran
Kamran (persisch کامران) ist ein männlicher persischer Vorname, der insbesondere im persischen Sprachraum sowie in Aserbaidschan vorkommt.

## Herkunft und Bedeutung
Kāmrān kommt aus dem Persischen und bedeutet „Der Erfolgreiche“.

## Namensträger

### Historische Zeit
- Kamran Mirza (Mogul) (1509–1557), Person im Mogulreich

### Vorname
- Kamran Ağayev (* 1986), aserbaidschanischer Fußballspieler
- Kamran Akmal (* 1982), pakistanischer Cricketspieler
- Kamran Daneschdschu (* 1956), iranischer Politiker
- Kamran Diba (* 1937), iranischer Architekt und Städteplaner
- Kamran İnce (* 1960), türkisch-amerikanischer Komponist
- Kamran Mirza (1856–1929), Kadscharenprinz und Premierminister des Iran
- Kamran Pasha (* 1972), US-amerikanischer Drehbuchautor, Filmregisseur und Schriftsteller
- Kamran Şahsuvarlı (* 1992), aserbaidschanischer Boxer
- Kamran Shirazi (* 1952), französischer Schachspieler iranischer Herkunft

### Familienname
- Masoud Kamran (* 1999), iranischer Hürdenläufer
- Niky Kamran (* 1959), kanadisch-belgischer Mathematiker